# Penstemon moronensis
Penstemon moronensis är en grobladsväxtart som beskrevs av Crosswhite. Penstemon moronensis ingår i släktet penstemoner, och familjen grobladsväxter. Inga underarter finns listade i Catalogue of Life.